# Jacobi-polynoom
Een jacobi-polynoom is een door Carl Jacobi bedachte polynoom die een uitbreiding betekent van de legendre-polynoom. 

## Definitie
De jacobi-polynomen zijn gedefinieerd door: 
{\displaystyle P_{n}^{(\alpha ,\beta )}(z)={\frac {\Gamma (\alpha +n+1)}{n!\,\Gamma (\alpha +\beta +n+1)}}\sum _{m=0}^{n}{n \choose m}{\frac {\Gamma (\alpha +\beta +n+m+1)}{\Gamma (\alpha +m+1)}}\left({\frac {z-1}{2}}\right)^{m}}
of in termen van de hypergeometrische functie {\displaystyle _{2}F_{1}}
{\displaystyle P_{n}^{(\alpha ,\beta )}(z)={n+\alpha  \choose n}\,_{2}F_{1}\left(-n,1+n+\alpha +\beta ;\alpha +1;{\frac {1-z}{2}}\right)}

## Eigenschappen
De waarde voor {\displaystyle z=1} is
{\displaystyle P_{n}^{(\alpha ,\beta )}(1)={n+\alpha  \choose n}}
Zij hebben de symmetrierelatie
{\displaystyle P_{n}^{(\alpha ,\beta )}(-z)=(-1)^{n}P_{n}^{(\beta ,\alpha )}(z)}
waaruit de waarde voor {\displaystyle z=-1} wordt verkregen:
{\displaystyle P_{n}^{(\alpha ,\beta )}(-1)=(-1)^{n}{n+\beta  \choose n}}
Zij vormen een orthogonaal stelsel op het interval {\displaystyle [-1,1]} met betrekking tot de gewichtsfunctie:
{\displaystyle w(x)=(1-x)^{\alpha }(1+x)^{\beta }}
Dit betekent, dat
{\displaystyle \int _{-1}^{1}w(x)P_{m}^{(\alpha ,\beta )}(x)P_{n}^{(\alpha ,\beta )}(x)\,\mathrm {d} x={\frac {2^{\alpha +\beta +1}}{2n+\alpha +\beta +1}}{\frac {\Gamma (n+\alpha +1)\Gamma (n+\beta +1)}{\Gamma (n+\alpha +\beta +1)n!}}\delta _{nm}}
Waarbij {\displaystyle \delta } de kroneckerdelta voorstelt, dus de elementen van de eenheidsmatrix.
We zien dus dat een legendre-polynoom {\displaystyle P_{n}(x)} een bijzonder geval is van de jacobi-polynoom:
{\displaystyle P_{n}(x)=P_{n}^{(0,0)}(x)}